# شهرستان هند (داکوتای جنوبی)
شهرستان هند، داکوتای جنوبی (به انگلیسی: Hand County, South Dakota) یک سکونتگاه مسکونی در ایالات متحده آمریکا است که در داکوتای جنوبی واقع شده‌است.

## خصوصیات
شهرستان هند ۳٬۷۳۰ کیلومترمربع مساحت دارد.